# 枯草菌リボヌクレアーゼ
枯草菌リボヌクレアーゼ(Bacillus subtilis ribonuclease、EC 3.1.27.2)は、以下の化学反応を触媒する酵素である。
2',3'-環状ヌクレオチドをエンドヌクレアーゼ的に切断する。